# Eurotrip
Eurotrip – amerykańska komedia filmowa z 2004 roku w reżyserii Jeffa Schaffera. Komizm filmu opiera się na zderzeniu różnic kulturowych, a twórcy wyśmiewają amerykańskie stereotypy dotyczące Europejczyków.

## Opis fabuły
Główny bohater, Scott Thomas, zostaje porzucony przez swoją dziewczynę tuż po zakończeniu roku szkolnego. W międzyczasie zauważa, iż między nim a jego przyjaciółką Miką, którą zna tylko z e-mailowych korespondencji, narodziło się specyficzne uczucie. Scott postanawia wyruszyć do Niemiec, by spotkać się z Mieke. Głównym motywem filmu jest szalona podróż czwórki nastolatków – bohatera i jego przyjaciół – do Berlina. Jednak zanim grupka trafi do niemieckiej stolicy, zwiedza kilka europejskich państw. Kraje, które odwiedzają bohaterowie, to: Wielka Brytania, Francja, Holandia, Słowacja, Niemcy oraz Watykan.

## Obsada
- Scott Mechlowicz – Scott „Scotty” Thomas
- Jacob Pitts – Cooper Harris
- Michelle Trachtenberg – Jenny
- Travis Wester – Jamie
- Jessica Boehrs – Mieke
- Kristin Kreuk – Fiona
- Vinnie Jones – Mad Maynard, lider brytyjskich chuliganów
- Jeffrey Tambor – ojciec Scotta
- Matt Damon – Donny